# Chryso-hypnum camptorhynchum
Chryso-hypnum camptorhynchum là một loài Rêu trong họ Hypnaceae. Loài này được Hampe mô tả khoa học đầu tiên năm 1870.